# BMW X5 (E53)
BMW X5 — среднеразмерный кроссовер от немецкого автопроизводителя BMW. Автомобиль был представлен в 1999 году на автосалоне в Детройте. Буква «Х» означает, что автомобиль имеет полный привод, а цифра «5» — что базой послужила 5-я серия (BMW E39), однако X5 короче E39, но при этом выше и шире. Кузов Е53 напоминает BMW E46 Touring. Машина приспособлена для езды по всем типам дорожного покрытия, этим она обязана большому клиренсу и постоянному приводу на все колёса.
BMW Х5 E53 был разработан в то время, когда BMW Group уже принадлежал бренд Land Rover и как таковой он имеет много общих компонентов и конструкцию с Range Rover L322, в частности систему Hill Descent и Off Road, а также двигатель и электронные системы от BMW E39. В отличие от Range Rover, первый X5 был разработан в качестве спортивного автомобиля, и его внедорожные возможности значительно меньше, чем у Land Rover.
Машина выпускается на заводе в городе Спартанберге, Южная Каролина (США), как для американского, так и для европейского рынка. В США продажи стартовали в 1999 году, а в Европе — в октябре 2000 года. Вместе с появлением младшего брата (X3) в 2003 году был обновлён и X5. Машина получила новые передние фары и задние фонари, решётку радиатора и слегка изменённый капот и новые двигатели 4,4 л (valvetronic от BMW E65/66) и дизельный 3,0 л 218 л. с.
В августе 2006 года, после представления нового BMW X5 E70, производство машины в кузове E53 было прекращено в связи с постановкой на конвейер следующего поколения E70, которое поступило в продажу в конце осени 2006 года, а в Европе — зимой 2007 года.

## Версия 4.6is
В 2001 году баварцы построили прототип BMW X5 Le Mans с 6-литровым мотором от спорт-прототипа BMW V12 LMR. В июне того же года знаменитый гонщик Ханс-Йоахим Штук установил на этом автомобиле рекорд скорости для этого класса машин, разогнав X5 Le Mans до 311 км/ч на Нюрбургринге. Вскоре началось производство кроссовера BMW X5 4.6is, созданного по мотивам машины-рекордсмена.
От других версий BMW X5 4.6is отличается наличием спойлеров под передним и задним бамперами, заниженной подвеской и колёсами диаметром 20 дюймов (спереди — 275/40, сзади — 315/35).

## Двигатели
На рынок машина была выведена с двумя двигателями:
- Рядный 6-цилиндровый объёмом 3 литра и мощностью 231 л. с. (170 кВт) — BMW X5 3.0i.
- V8 M62 объёмом 4,4 литра и мощностью 286 л. с. (210 кВт) — BMW X5 4.4i.

В 2001 к ним добавили ещё два мотора:
- 3-литровый дизель M57 с системой Common Rail мощностью 184 л. с. (135 кВт) — BMW X5 3.0d
- V8 объёмом 4,6 литра и мощностью 347 л. с. (255 кВт) — BMW X5 4.6is.

В 2003 при проведении фейслифтинга были заменены моторы V8 4.4i и дизельный 3.0d.
- Мощность обновленного дизельного двигателя 218 л. с. (160 кВт) при том же объёме 3 литра.
- Бензиновый V8 N62 4,4 литра мощностью 320 л. с. (235 кВт).

В 2004 году мотор 4.6is был заменён на 4.8is мощностью 360 л. с. (265 кВт) — BMW X5 4.8is.

## Коробка передач
На BMW X5 E53 устанавливалась 5-ступенчатая механическая, 5-ступенчатая автоматическая, 6-ступенчатая автоматическая и 6-ступенчатая механическая коробка передач.
| Модель     | Объём (см³) | Тип двигателя | Максимальная мощность кВт (л. с.) при об/мин | Крутящий момент (Н*м при об/мин) | Максимальная скорость(км/ч) | Годы выпуска |
| Бензиновые | Бензиновые  | Бензиновые    | Бензиновые                                   | Бензиновые                       | Бензиновые                  | Бензиновые   |
| ---------- | ----------- | ------------- | -------------------------------------------- | -------------------------------- | --------------------------- | ------------ |
| 3.0i       | 2979        | L6            | 170 (231) при 5900                           | 300 / 3500                       | 202                         | (2000—2006)  |
| 4.4i       | 4398        | V8            | 210 (286) при 5400                           | 440 / 3600                       | 206                         | (1999—2004)  |
| 4.4i       | 4398        | V8            | 235 (320) при 6100                           | 440 / 3600                       | 240                         | (2004—2006)  |
| 4.6is      | 4619        | V8            | 255 (347) при 5700                           | 480 / 3700                       | 240                         | (2002—2004)  |
| 4.8is      | 4799        | V8            | 265 (360) при 6200                           | 500 / 3500                       | 246                         | (2004—2006)  |
| Дизельные  |             |               |                                              |                                  |                             |              |
| 3.0d       | 2926        | L6            | 135 (184) при 4000                           | 390 / 1750                       | 200                         | (2000—2003)  |
| 3.0d       | 2993        | L6            | 160 (218) при 4000                           | 420 / 2000                       | 210                         | (2003—2006)  |